# 吉野浩之
吉野 浩之（よしの ひろゆき、1969年6月 - ）は、日本の医学者である。 
現在群馬大学教育学部障害児教育講座准教授。専門は障害児病理学。

## 専門分野
障害児病理学療法
- 特別支援教育
- 消化器内科学
- 小児科学
- 小児在宅医療

## 著書・論文

### 著書
単著
- 『在宅医療～午後から地域へ～』（医学書院、2010年）
- 『新社会福祉士養成講座　第17巻　第2版　保健医療サービス』（中央法規出版、2010年）
- 『新社会福祉士養成講座　第17巻　保健医療サービス』（中央法規出版、2009年）
- 『医療から介護サービスまでの地域連携』（PEGドクターズネットワーク、2009年）
- 『在宅医療実践マニュアル（地域ケアをつくる仲間たちへ）第2版』（医歯薬出版、2006年）

共著
- 『在宅医療テキスト　第2版』（財団法人在宅医療助成 勇美記念財団、2009年）
- 『ケアマネのための知っておきたい医療の知識Q＆A』（学陽書房、2008年）
- 『在宅医学』（メディカルレビュー社、2008年）
- 『在宅医療テキスト』（財団法人在宅医療助成 勇美記念財団、2006年）
- 『臨床肝臓病学―症例による生検・電顕・画像・治療』（日本メディカルセンター、2001年）

### 論文
- 『緩和ケアにおける特別支援学校の取り組み (特集 日々の実践につなげる小児緩和ケア-子どもと家族の安楽を支えるために) - (他職種による取り組み)』（小児看護、2010年）
- 『子どものデスエデュケーション』（緩和ケア、2010年）
- 『小児在宅医療と地域連携』（治療地域医療連携実践ガイドブック、2008年）
- 『The influence of living donor liver transplantation on families with or without siblings』（Pediatric Transplantation、2007年）
- 『小児在宅医療に関係する社会資源の活用』（日本在宅医学会誌、2007年）
- 『小児在宅医療における医療的管理の実際』（日本在宅医学会誌、2007年）
- 『経腸栄養―在宅医療職が知っておきたいこと』（訪問看護と介護、2006年）
- 『Naked plasmid DNA transfer to the porcine liver using rapid injection with large volume』（Gene Therapy Nature Publishing Group、2006年）
- 『21世紀の在宅医療　在宅での手術　外科処置の可能性』（クリニカルプラクティス、2006年）
- 『小児の在宅医療の課題と訪問看護師への期待』（訪問看護と介護、2006年）
- 『小児在宅医療制度の現状』（小児外科、2006年）
- 『どこが違う？小児の栄養～重症心身障害児（者）の栄養管理』（Run＆Up、2006年）
- 『肝移植　その適応疾患と移植のタイミング　小児、胆道閉鎖症』（クリニカ、2006年）
- 『移植研究に必要な実験動物』（今日の移植、2005年）

他多数

## 所属学会
- 日本外科学会
- 日本小児外科学会
- 日本小児科学会
- 日本在宅医学会
- 日本消化器内視鏡学会
- 日本摂食・嚥下リハビリテーション学会
- 日本静脈経腸栄養学会
- 日本重症心身障害学会
- PEG・在宅医療研究会
- NPO法人PEGドクターズネットワーク（理事）
- NPO法人　群馬摂食嚥下研究会
- 群馬県知的障害者児摂食嚥下研究会（世話人）
- 群馬県在宅医療推進協議会（理事）